# Pagida
Pagida Simon, 1895 è un genere di ragni appartenente alla famiglia Thomisidae.

## Distribuzione
Le due specie note di questo genere sono state rinvenute in Sumatra e nello Sri Lanka

## Tassonomia
Non sono stati esaminati esemplari di questo genere dal 1895.
A dicembre 2014, si compone di due specie:
- Pagida pseudorchestes (Thorell, 1890) — Sumatra
- Pagida salticiformis (O. P.-Cambridge, 1883)[2] — Sri Lanka